# 모하메드 알하르단
모하메드 유수프 압둘라 아흐메드 하산 알하르단(아랍어: مُحَمَّد يُوسُف عَبد اللَّه أَحمَد حَسَن الْحَرْدَان, Mohamed Yusuf Abdulla Ahmed Hassan Al-Hardan, 1998년 2월 12일 ~ )은 바레인의 축구 선수로, 포지션은 미드필더이다. 현재 알무하라크 소속이다.